# Alexander Brückner
Alexander Brückner (5 d'agost de 1834, Sant Petersburg – 15 de novembre de 1896, Jena) va ser un historiador alemany bàltic que es va especialitzar en estudis russos. Va ser el pare del geògraf Eduard Brückner i el besavi del violinista Gidon Kremer.
Va estudiar història i economia a les universitats de Heidelberg, Jena i Berlín, rebent el seu doctorat a Heidelberg amb una dissertació sobre la història de la Dieta de Worms (1521). Com a estudiant, entre els seus instructors s'hi van incloure Johann Gustav Droysen, Ludwig Häusser, Leopold von Ranke i Friedrich von Raumer. De 1861 a 1867 va servir com a professor d'història a l'Escola de Llei Imperial a Sant Petersburg, i després fou professor d'història a les universitats d'Odessa (de 1867) i Dorpat (1872–1891).

## Obres seleccionades
Bruckner parlava bé l'alemany i el rus, i va fer obres en els dos idiomes. A continuació es mostra una llista d'alguns dels seus escrits alemanys: 
- Das Kupfergeld 1856-63 in Russland, 1863 – Els diners del coure a Rússia, 1856–63.
- Culturhistorische Studien, 1878 – Història d'estudis cultutrals.
- Peter der Grosse, 1879 – Pere el Gran.
- Katharina die Zweite, 1883 – Caterina la Gran.
- Dau Europäisierung Russlands Land und Volk, 1888 – L'Europeïtzació del país i les persones de Rússia.
- Geschichte Russlands bis zum Ende des 18 Jahrhunderts, (2 volums, 1896–1913), amb Constantin Mettig – Història de Rússia fins al final del segle xviii.[3]